# William R. Tolbert Jr.
William Richard Jr. Tolbert (Bensonville, 13 maggio 1913 – Monrovia, 12 aprile 1980) è stato un politico liberiano.

## Biografia
Nipote di un ex schiavo americano emigrato in Liberia nel 1878, fu deputato dal 1943, vicepresidente dal 1944 al 1971 e presidente della Liberia dal 1971 al 1980.
Nel 1980 fu deposto e assassinato da Samuel Kanyon Doe a seguito di un colpo di Stato. In quella circostanza  uno dei suoi figli, A. Benedict Tolbert, fu prelevato dall'ambasciata francese - in cui si era rifugiato durante il golpe - e fatto precipitare dal velivolo militare che lo stava trasportando nella prigione nella contea di Lofa a lui destinata. La vedova del presidente, Victoria Tolbert, dopo un periodo agli arresti domiciliari invece fu rilasciata e si recò nel Minnesota dove è deceduta l'8 novembre 1997.